# Lunatique (trait de caractère)
Pour les articles homonymes, voir Lunatique.
Lunatique (du bas latin lunaticus, dérivé de luna) est un adjectif utilisé en français pour caractériser une personne « fantasque, capricieuse, d'humeur changeante, qui change d'avis ». Ces sautes d'humeur peuvent avoir pour origine un trouble de l'humeur et/ou de la personnalité chez l'individu, et peuvent survenir à tout moment, souvent pour une raison méconnue. Mais il ne s'agit pas nécessairement d'un trouble psychiatrique : on peut être lunatique, c'est-à-dire d'humeur changeante, tout en étant par ailleurs neurotypique.

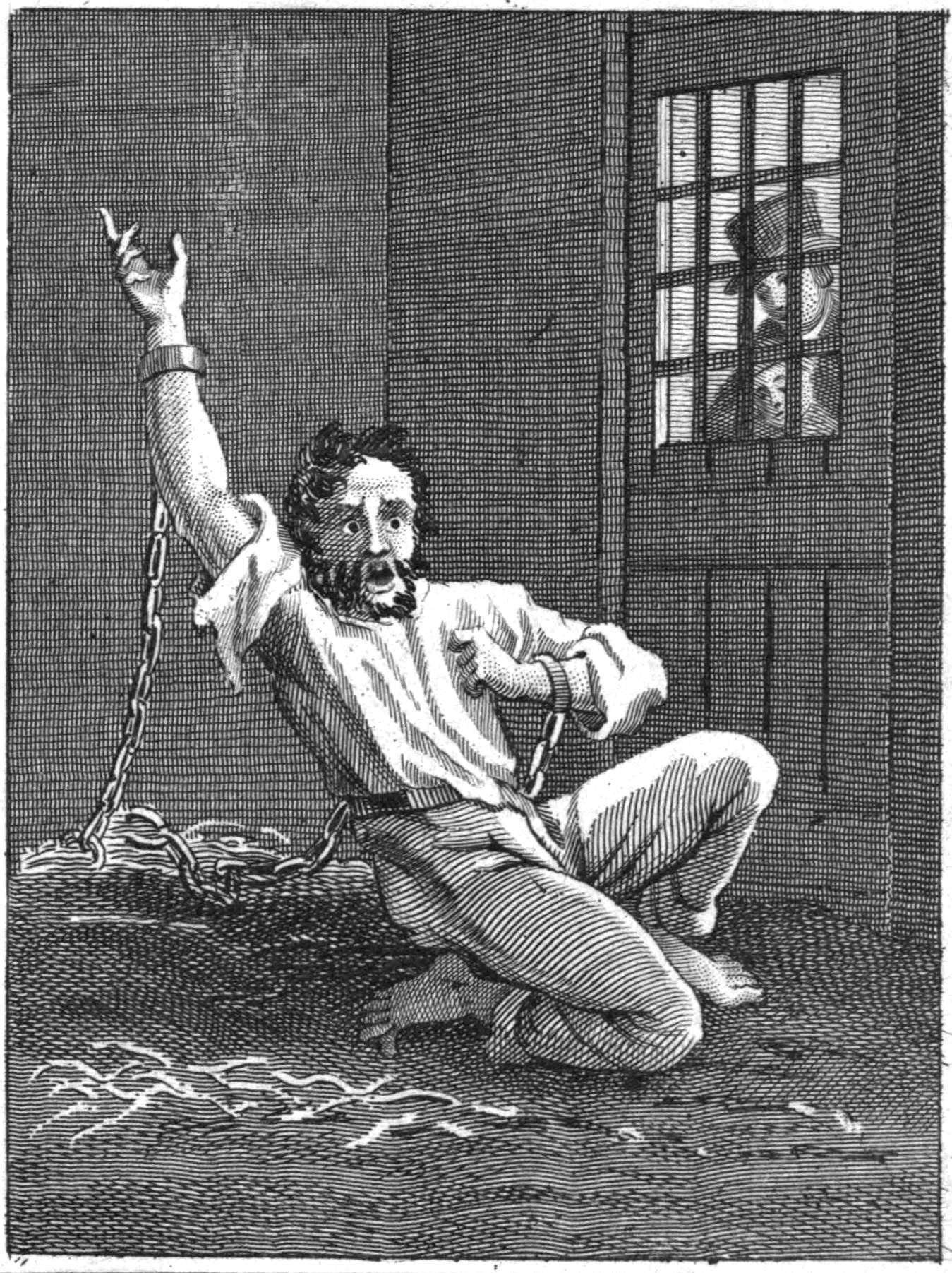
Un lunatique (au sens anglais) dans un asile d'aliénés (gravure de 1828).

En anglais, en revanche, le terme lunatic n'a pas la même définition (les deux mots sont des faux-amis) : c'est plutôt l'équivalent de « fou » ou de « dément » en français. Là encore, il ne s'agit pas d'un terme de psychiatrie à proprement parler.

## Histoire
Lunatique signifiait autrefois épileptique, puis, jusqu'au XIXe siècle, « soumis aux influences de la Lune » et « sujet à des accès de folie ». Le sens actuel de « capricieux » apparaît au XIXe siècle :

« Il avait su faire admettre […] ses boutades, son élégance de vieux gentilhomme, son monocle, et jusqu'à son feutre conquérant ! Un type enthousiaste, lunatique, extravagant […] »

— Roger Martin du Gard, Les Thibault, t. IV, p. 93.